# Jenseits der Linie
Jenseits der Linie ist ein Kurzfilm von Matthias Starte aus dem Jahr 2010. In den Hauptrollen spielen Sebastian Becker und Johann Fohl zwei Polizisten, die einen des sexuellen Missbrauchs an Kindern Verdächtigten entführen und foltern, um das Leben eines kleinen Mädchens zu retten.
Seine Uraufführung hatte der Film auf dem „12. Shocking Shorts Awards Screening“ im Rahmen des Filmfest München am 30. Juni 2011. Die TV-Premiere feierte Jenseits der Linie am 6. Januar 2012 im Rahmen des Kurzfilm-Magazins Kurzschluss #568 auf arte.

## Handlung
Der Film eröffnet mit seiner letzten Szene. Der offensichtlich verzweifelte Polizist Nikolaus Müller sammelt die Einzelteile seiner Dienstwaffe aus dem Schlamm eines Containerhofs und setzt sie zusammen. Mit der feuerbereiten Waffe in der Hand und einem entschlossenen Gesicht endet die Szene abrupt.
Der junge Polizist Amir erhält eine Nachricht von einer verzweifelten Mutter auf seinen Anrufbeantworter. Sie bitten ihn, trotz seiner Suspendierung, ihre Tochter zurückzubringen.
Der Vorspann erklärt die Vorgeschichte in Ausschnitten aus Zeitungsartikeln: Die kleine Louisa wurde entführt. Die beiden Polizisten Amir Novak und Nikolaus Müller haben den schweigenden Verdächtigen bedroht und sind suspendiert. Der mutmaßliche Täter ist wieder auf freiem Fuß.
Mit inoffizieller Unterstützung der Vorgesetzten Kommissarin Brenner, entführen sie den Verdächtigen Stefan Rauscher aus dessen Wohnung, verschleppen ihn auf einen Containerhof und drohen ihm mit Folter, wenn er nicht verrate, wo er das Mädchen versteckt hält.
Während Amir noch an der Richtigkeit ihrer Handlungsweise zweifelt, verliert Niko die Kontrolle und foltert den Verdächtigen tatsächlich. Es kommt zu einem heftigen Streit, weil die Drohung ein Bluff sein sollte. Es entstehen zwei unvereinbare Standpunkte.
Innerlich zerrissen flüchtet Amir in einen nächtlichen Streifzug durch die Straßen der Stadt, um einen klaren Kopf zu bekommen. Dabei werden ihm die moralischen Konsequenzen dieser Grenzüberschreitung bewusst und er beschließt, Niko von seinem Weg abzubringen. Es ist jedoch zu spät.
Streifenbeamte haben während der ausführlichen Untersuchung der Wohnung des von ihnen entführten Verdächtigen Rauscher einen Zwischenraum in der Wand entdeckt. Sie konnten die kleine Louisa nicht mehr lebend bergen. Sie hatten nie eine Chance das Mädchen zu retten, denn sie war schon tot, bevor sie Rauscher das erste Mal offiziell verhaftet haben.
Der Polizist Niko bleibt mit seiner selbst aufgeladenen Schuld zurück. Das ist der Beginn der Eröffnungsszene. Ob Niko die Waffe in seiner Hand gegen sich selbst oder Rauscher richtet, bleibt offen.

## Produktion
Der Film ist eine Koproduktion von Ralf Berchtold und der Macromedia Hochschule für Medien und Kommunikation und wurde im Oktober 2009 in München gedreht. Die Postproduktion des Films wurde im September 2010 abgeschlossen. Seine Uraufführung feierte Jenseits der Linie im Juni 2011.

## Kritiken
Die Deutsche Film- und Medienbewertung (FBW) schreibt in ihrem Pressetext, in Jenseits der Linie gehe „es um das individuelle Gewissen und die Entscheidung zwischen beruflichen Regularien und der persönlichen Auffassung von Gerechtigkeit“. Der Regisseur Matthias Starte bediene „sich in seinem Film einer ausdrucksstarken und gewaltigen Bildsprache, fast hat man das Gefühl, einem skandinavischen Krimi zuzuschauen“. Die Schauspieler würden „überzeugen und vermitteln authentisch den zentralen Konflikt. Ein spannender, direkter Kurzfilm mit dem Wunsch nach mehr.“
„Die moralischen Fragen, die der Film aufwirft, sind gewaltig“, beginnt die Jurybegründung der FBW für das Prädikat „Wertvoll“. Die Stärke des Films liege nicht in der psychologischen Tiefe der Inszenierung, sondern in der formalen Umsetzung. Selten sei ein deutscher Krimi skandinavischer gewesen. „Licht, Kamera, Darsteller, alles erinnert an Kollegen aus dem Kosmos von Wallander & Co.“

## Hintergrund
Die Handlung von Jenseits der Linie basiert lose auf der Entführung des elfjährigen Jakob von Metzler in Frankfurt am Main im Jahr 2002. Der damalige Vizepräsident der Frankfurter Polizei Wolfgang Daschner hatte angeordnet, dem Entführer Magnus Gäfgen Folter anzudrohen, um den Aufenthaltsort des Opfers zu erfahren. Der Strafrechtswissenschaftler Professor Reinhard Merkel sprach in diesem Zusammenhang von „Rettungsfolter“ und forderte Straffreiheit für Polizisten in ähnlichen Situationen, woraus sich eine heftig geführte Debatte um das Thema entspann.
Jenseits der Linie wurde auf Münchens einzigem Containerhof der Spedition Kloiber in der Hofbräuallee an der A94 gedreht. Obwohl der Film im Süden Deutschlands spielt, lässt das Setting eher auf den Norden schließen.
Jenseits der Linie wurde im digitalen Format XDCAM HD gedreht. Die Kamera wurde mit einem Pro35 Adapter von P+S Technik ausgerüstet, der die Nutzung der Zeiss Ultra Prime Optiken von ARRI ermöglichte, um den gewünschten Film-Look zu erzielen.
Jenseits der Linie ist der Abschlussfilm des Kameramanns Johannes Knaupp, des Editors Sebastian Emeis, des Produzenten Ralf Berchtold und des Regisseurs und Drehbuchautors Matthias Starte an der Macromedia Hochschule für Medien und Kommunikation im Jahr 2009.

## Auszeichnungen
- Prädikat ‚Wertvoll‘ der Deutschen Film- und Medienbewertung (FBW).[3]

- FBW Kurzfilm des Monats November 2010.[4]

- Gewinner des Publikumspreises im Programm 13 der Shorts At Moonlight 2011[5]

- 3. Preis des Kurzfilmfestival Shorts At Moonlight 2011[6]

- Nominiert für den Shocking Shorts Award 2011[1]

- Nominiert für den Peer Raben Musikpreis des SoundTrack Cologne 2010.[7]

- Nominiert für den Message 2 Man International Film Festival Award Saint-Petersburg 2011[8]

- Nominiert für den Cyprus International Film Festival Award 2011[9]

- Nominiert als bester Kurzfilm beim Landshuter Kurzfilmfestival 2012[10]

- Nominiert als bester Kurzfilm beim United Film Festival – Los Angeles 2012[11]

## Festivals
- Shocking Shorts 2011 (Weltpremiere)[1]

- Shorts At Moonlight 2011[5]

- SoundTrack Cologne 2010.[7]

- Message 2 Man International Film Festival Saint-Petersburg 2011[8]

- Cyprus International Film Festival 2011[9]

- Landshuter Kurzfilmfestival 2012[10]

- The United Film Festivals 2012[11]